# 喬治五世及瑪麗王后的加冕典禮
喬治五世及瑪麗王后的加冕典禮（英語：Coronation of George V and Queen Mary）于1911年6月22日在大不列顛和愛爾蘭聯合王國倫敦威斯敏斯特教堂舉行。此次活動為20世紀歐洲大陸上歐洲各個帝國所參加的四次活動中的最後一次活動。加冕典禮在愛德華七世駕崩後，喬治五世繼位後的13月後舉行。
6個月後即1911年12月12日，喬治五世和特克的瑪麗親自出席德里杜尔巴，為首位出訪印度的英國君主，也是唯一一位到訪印度的印度皇帝/女皇。

## 喬治五世對加冕典禮的描述
以下段落截取喬治五世的日記。
天气阴沉多云，有小阵雨和强劲的凉风，但对人们来说比酷暑更好。今天確實是我們生命中一個偉大和值得紀念的日子，也是令我們難忘的一天，但卻讓我想起9年前親愛的父母加冕時許多的悲傷回憶。10點30分，我和梅乘坐由八匹白馬拉著的加冕馬車離開BP。在LD 基奇纳的指揮下，有超过50,000名士兵在街道上排列。数十万人给了我们盛大的接待。修道院里的仪式是最美丽和令人印象深刻的，但这是一次可怕的磨难。它很宏伟，但很简单，也很庄严，而且进展顺利。大卫来向我致敬，这让我想起了我对亲爱的爸爸做了同样的事情，他做得很好。亲爱的梅看起来很可爱，她在我身边确实让我感到安慰，就像过去18年里她一直对我一样。2點15分，我们离开威斯敏斯特教堂。（11点之前到达）我们戴着王冠，手里拿着权杖。这次我们的馬車途徑了圣詹姆斯街和皮卡迪利的购物中心，人潮汹涌，装饰非常漂亮。在3點之前达到BP。我和梅到阳台上向人们展示自己。唐尼给我们拍了一张穿着长袍、戴着王冠的照片。与我们的客人在这里共进午餐。和Bigge一起工作了整个下午和其他人回复的电报和信件，我有数百封。宫殿前聚集了这么多人，我又走到阳台上。我们的客人于8點30分与我们共进晚餐。我和梅再次向人们展示了自己。写和读，累了。11點45分睡觉。到处都是美丽的灯饰。

## 出席者

### 外國王室
- 德國皇儲和皇儲妃，國王和王后的侄子和姪媳（代表德皇威廉二世）
- 普魯士的亨利王子，國王和王后的侄子
- 薩克森-邁寧根的世子妃，國王和王后的姪女（代表邁寧根公爵格奧爾格二世）
- 丹麥王儲，國王和王后的表弟（代表國王弗雷德里克八世）
- 斯巴達公爵和公爵夫人，國王和王后的表弟和表妹（代表國王喬治一世）
  -  希臘和丹麥的喬治王子，國王和王后的侄子
- 希臘和丹麥的喬治王子和瑪麗王妃
- 慶親王世子（代表宣統帝溥儀）

## 來源

### 書籍
- Beeson, Trevor. . SCM Press. 2009. ISBN 978-0-334-04193-1.
- Kuhn, William M. . Palgrave Macmillan. 1996. ISBN 978-0312159559.
- Matthew, H. C. G. (September 2004; online edition May 2009) George V (1865–1936), Oxford Dictionary of National Biography, Oxford University Press, doi:10.1093/ref:odnb/33369, retrieved 1 May 2010 (Subscription required)
- Milne, J Hogarth. . London: W H Allen & Company Ltd. 1914.
- Moore, Jerrold Northrop. . Clarendon Press. 1999. ISBN 978-0198163664.
- Range, Matthias. . Cambridge University Press. 2012. ISBN 978-1-107-02344-4.
- Richards, Jeffrey. . Manchester University Press. 2001. ISBN 0-7190-6143-1.
- Strong, Sir Roy. . London: Harper Collins. 2005. ISBN 978-0007160549.

### 文章
- . The Dominion (Wellington, New Zealand). 21 June 1911: 8  [19 December 2017]. （原始内容存档于2023-08-11）.
- . The Musical Times. 1 July 1911, 52 (821): 433–437. JSTOR 907261. doi:10.2307/907261.